# Кастилец
«Кастилец» (исп. El valle de las espadas) — кинофильм режиссёра Хавьера Сето, вышедший на экраны в 1963 году. Фильм повествует о Фернане Гонсалесе, графе Кастилии и Бургоса (931—944 и 945—970), положившим начало обретению Кастилией независимости от Королевства Леон и ставший героем кастильского эпоса.

## Сюжет
В первой половине X века вся Испания, за исключением двух королевств на севере — Наварры и Леона, заключившими союз между собой, — покорена маврами. Халиф Кордовы Абд ар-Рахман III готовится покорить оставшиеся на Пиренейском полуострове христианские королевства. Никто не может противостоять маврам в открытом бою. Первой на их пути стоит расположенное на бесплодных засушливых землях графство Кастилия, самая бедная провинция Испании. Её правитель граф Фернан Гонсалес является вассалом королевства Леон, ему приходится платить дань маврам, отправляя им ежегодно золото и сотню красивых девушек. Фернан Гонсалес встречает наваррскую принцессу Санчу. Их встреча положит начало объединению христиан на Пиренеях и Реконкисте — отвоеванию испанских земель.

## В ролях
- Эспартако Сантони — Фернан Гонсалес
- Фрэнки Авалон — менестрель Джерифан
- Сизар Ромеро — Джеронимо
- Бродерик Кроуфорд — король Наварры Санчо I
- Тереса Веласкес — Санча Санчес Наваррская
- Фернандо Рей — король Леона Рамиро II
- Херман Кобос — халиф Кордовы Абд ар-Рахман III
- Анхель дель Позо — король Наварры Гарсия I Санчес
- Алида Валли — королева Тереза
- Соледад Миранда — Мария Эстевес